# لوئیس ایگناسیو د لا وگا
لوئیس ایگناسیو د لا وگا (اسپانیایی: Luis Ignacio de la Vega‎؛ ۲۳ ژوئن ۱۹۱۴ – ۱۹ سپتامبر ۱۹۷۴) بازیکن بسکتبال اهل مکزیک بود.